# Risdiplam
Risdiplam, vendido sob a marca Evrysdi, é um medicamento usado para tratar a atrofia muscular espinhal (SMA). Isso inclui doença tipo 1, tipo 2 e tipo 3. É usado em pessoas com pelo menos dois meses de idade. É tomado por via oral.
Os efeitos secundários comuns incluem febre, diarreia, erupção cutânea, pneumonia e vómitos. O uso durante a gravidez pode prejudicar o bebé.